# Le tueur s'est évadé
Pour plus de détails, voir Fiche technique et Distribution.
Le tueur s'est évadé (titre original : The Killer is Loose) est un film américain réalisé par Budd Boetticher, sorti en 1956.

## Synopsis
Modeste employé de banque, Leon Poole, surnommé Foggy avec mépris par celui qui était son sergent à l'armée, aide une bande à organiser un braquage dans l'établissement où il travaille. Bien vite découvert, il est acculé dans son appartement, mais, au cours de son arrestation, le détective Sam Wagner tue malencontreusement la femme de Poole, le seul être qui savait l'apprécier.
Condamné à dix ans de prison, puis, grâce à sa bonne conduite, placé dans une ferme de réinsertion, Poole s'évade. Dès lors, il n'a plus qu'une seule idée: puisque Wagner a tué sa femme, il doit tuer la femme de Wagner. Adroitement, il se glisse entre les mailles du filet tendu par la police afin d'accomplir sa vengeance. En cavale, il abat plusieurs personnes, dont son ancien sergent chez qui il est allé se reposer un moment.
Wagner envoie sa femme chez une amie pour la protéger, mais elle décide de revenir à la maison seule tandis que Poole s'en approche, passant inaperçu grâce à un déguisement en femme. Au dernier moment, elle lui échappe et Poole est abattu par la police devant sa maison.

## Fiche technique
- Titre : Le tueur s'est évadé
- Titre original : The Killer is Loose
- Réalisation : Budd Boetticher
- Scénario : Harold Medford, d'après la nouvelle The Killer Is Loose de John et Ward Hawkins
- Direction artistique : Leslie Thomas
- Décors : Morris Hoffman
- Costumes : William Sarris
- Photographie : Lucien Ballard
- Son : Frank Webster
- Montage : George Gittens
- Musique : Lionel Newman
- Producteur : Robert L. Jacks, Robert Goldstein
- Société de production : Crown Productions
- Société de distribution : United Artists
- Pays d’e production :  États-Unis
- Langue originale : anglais
- Format : Noir et blanc — 35 mm — son Mono (Western Electric Recording)
- Genre : Film noir
- Durée : 73 minutes
- Date de sortie :
  - États-Unis : 2 mars 1956

## Distribution
- Joseph Cotten  (VF : Claude Peran) : Sam Wagner
- Rhonda Fleming (VF : Claire Guibert) : Lila Wagner
- Wendell Corey  (VF : Jean-Henri Chambois) : Leon "Foggy" Poole
- Alan Hale Jr. : Sergent "Denny" Denning
- Michael Pate (VF : Jean-Claude Michel) : Chris Gillespie
- John Larch : Otto Flanders
- Dee J. Thompson : Grace Flanders
- John Beradino : Mac
- Virginia Christine : Mary Gillespie
- Paul Bryar : Greg Boyd
- Don Beddoe : M. Freeman
- Charles Wagenheim : le propriétaire de la boutique de vêtements

## À noter
- Auteur de grands westerns, Budd Boetticher s'essaie avec bonheur au film noir, comme il le fera plus tard avec La Chute d'un Caïd.
- Étonnant en psychopathe englué dans son idée fixe, Wendell Corey livre ici une des meilleures, sinon la meilleure, prestation de sa carrière.